# Magnolia crassipes
Magnolia crassipes este o specie de plante din genul Magnolia, familia Magnoliaceae. A fost descrisă pentru prima dată de Yuh Wu Law, și a primit numele actual de la Venkatachalam Sampath Kumar. Conform Catalogue of Life specia Magnolia crassipes nu are subspecii cunoscute.